# Jaskinia Kyzył-Koba
Jaskinia Kyzył-Koba (ukr. Кизил -Коба, krym. Qızıl Qoba, Czerwona Jaskinia) – wapienna jaskinia o długości 17,4 km, leżąca na Półwyspie Krymskim, na zachodnim skłonie głównego pasma Gór Krymskich. Znajduje się w Masywie Dołgorukowskim, na południe od Symferopola.
Jest znana od VII w. p.n.e. W partiach przyotworowych jaskini znaleziono ślady bytności praczłowieka. Jej otwór znali również tatarscy pasterze, wypasający w tym rejonie owce. W 1823 r. odwiedził ją rosyjski dyplomata i dramatopisarz, Aleksandr Gribojedow, a w latach 30. XIX w. szwajcarski naturalista i podróżnik Frédéric DuBois de Montperreux, który pierwszy wprowadził jaskinię do piśmiennictwa. Systematyczne badania rozpoczęli w niej w latach 50. XX w. speleolodzy radzieccy. Do połowy lat 70. łączna długość poznanych korytarzy Kyzył-Koby wyniosła ponad 13 km, co uczyniło z niej wówczas najdłuższą wapienną jaskinię Związku Radzieckiego. W listopadzie 1975 r. w przejściu głównego ciągu jaskini wraz ze speleologami z Krymu wzięła udział czteroosobowa grupa polskich taterników jaskiniowych. Polacy byli pierwszymi obcokrajowcami za pierwszym syfonem.
Jaskinia dzieli się na dwie części – bliższą (przed pierwszym syfonem) i dalszą. Posiada kilkanaście korytarzy i wyjść, na niższym poziomie znajduje się podziemne jezioro. W jaskinia występuje również wyjątkowo różnorodna i różnokolorowa szata naciekowa. Głównym ciągiem jaskini przepływa potok, tworzący liczne syfony, a na progach wodospady. Partie przyotworowe od dawna odwiedzane były przez przygodnych turystów. Pierwszy syfon wodny i trudności, jakie on sprawia, w naturalny sposób chronią oryginalną i bogatą szatę naciekową dalszych partii jaskini.